# Juan Francisco García Muñoz
Juan García, de nombre completo Juan Francisco García Muñoz, (Sarrión, 8 de marzo de 1896 - Buenos Aires, 17 de julio de 1969) fue un cantante de ópera y de jota español.

## Biografía
Su primera educación musical ocurrió en casa, en Sarrión. Su padre, que era organista ciego y director de la rondalla local, le enseñó los rudimentos del solfeo. Su madre le introdujo en la jota, género que nunca más abandonaría en su carrera. Continuó su educación musical con su tío, el párroco de Valbona, a donde se trasladó a vivir. Su tío le consiguió una plaza en el colegio de Salesianos de Sarriá, en Barcelona, a donde se trasladó a estudiar con once años para aprender el oficio de encuadernador. Tras terminar sus estudios trabajó de tipógrafo, aunque nunca abandonó su ambición musical. Así consiguió en 1921 haces sus primeros pinitos sobre el escenario, en el Teatro Tívoli, como parte del coro en compañía de Emilio Sagi-Barba.
Hacia 1924 decidió trasladarse a Milán para ampliar sus estudios musicales. Para subsistir y pagarse los estudios tuvo que realizar todo tipo de trabajos, "hasta de pintor de brocha gorda". De pintor de fachadas lo descubrió la soprano Toti Dal Monte mientras cantaba el aria «Ecco ridente», del Barbero de Sevilla. Gracias a la intervención de Dal Monte, pudo estrenarse en un pequeño teatro milanés.
Su primer gran éxito fue en el Teatro Comunale de San Remo, cantando Rigoletto. A partir de ahí su éxito y fama comenzaron a extenderse, primero en Italia y posteriormente en España, donde obtuvo un éxito enorme en el Teatro Tívoli de Barcelona con Manon. El éxito en el Tívoli fue tal que tuvo que repetir su actuación en el Gran Teatro del Liceo. Especialmente celebrada fue su actuación en El barbero de Sevilla en la temporada de 1927-28 en el Teatro de la Zarzuela de Madrid. A finales de 1925 quedó varado sin dinero en Egipto, cuando su compañía, la de Pietro Mascagni, regresó a España sin él. Tanto las razones para su permanencia como lo ocurrido en los diez meses que pasó allí nunca fueron aclarados y García mismo sólo comentaba fabulando, «asegurando que había cantado en harenes y en palacios llenos de bellas huríes».
La crisis de la ópera en España a principios de los años 1930, y posiblemente las estridencias e intrigas del mundo de la ópera, le llevaron a derivar hacia la zarzuela. También en la zarzuela tuvo grandes éxitos con La picarona de Alonso, El ama de Fernández Ardavín y Guerrero o La moza vieja de Luna, Romero y Fernández Shaw. También protagonizó dos películas, Do, re, mi, fa, sol, la, si, o la vida privada de un tenor (Edgar Neville, 1934) y Corre, mulilla (Benito Perojo, 1935).
García también era letrista y compositor de canciones. Su canción "Morucha" con música de Juan Quintero tuvo mucho éxito, a lo contribuyó que García fuera un frecuente convidado en la radio. En 1934 decidió formar su propia orquesta, «Juan García y su orquesta», que le daba más libertad, con tal éxito que se pasó el año siguiente de gira por España y Portugal.
Como consecuencia de la Guerra civil, en 1936 se trasladó a Buenos Aires, donde fue contratado por Radio Belgrano. Vista la situación en Europa, se instaló definitivamente en Buenos Aires, donde contrajo matrimonio, aunque no tuvo descendencia.